# Étaimpuis
Étaimpuis est une commune française située dans le département de la Seine-Maritime en région Normandie.

## Géographie

### Localisation
Étaimpuis est une commune normande du pays de Caux, située à vol d'oiseau à 23 km au nord de Rouen et à 31 km de Dieppe et du littoral de la Manche.
Elle se trouve dans l'aire d'attraction de Rouen, ainsi que dans sa zone d'emploi et dans son bassin de vie.

### Communes limitrophes
Les communes limitrophes sont  Bosc-le-Hard, Bracquetuit, Fresnay-le-Long, Frichemesnil, Grigneuseville, La Houssaye-Béranger et Saint-Victor-l'Abbaye.
| Saint-Victor-l'Abbaye |              | Bracquetuit  |
| Fresnay-le-Long       | Étaimpuis    |              |
|                       | Frichemesnil | Bosc-le-Hard |

### Géologie et relief
La superficie de la commune est de 10,60 km2 ; son altitude varie de 132  à   171 mètres. 

### Hydrographie
La commune est située dans le bassin Seine-Normandie. Elle est drainée par la Scie,.
La Scie prend sa source dans la commune, dans le ravin du Chasse-Fétu, à environ 400 mètres au sud-est du cimetière, à une altitude de 136,80 m. D'une longueur de 38 km, elle se jette  dans la Manche à Hautot-sur-Mer, après avoir traversé 20 communes.  

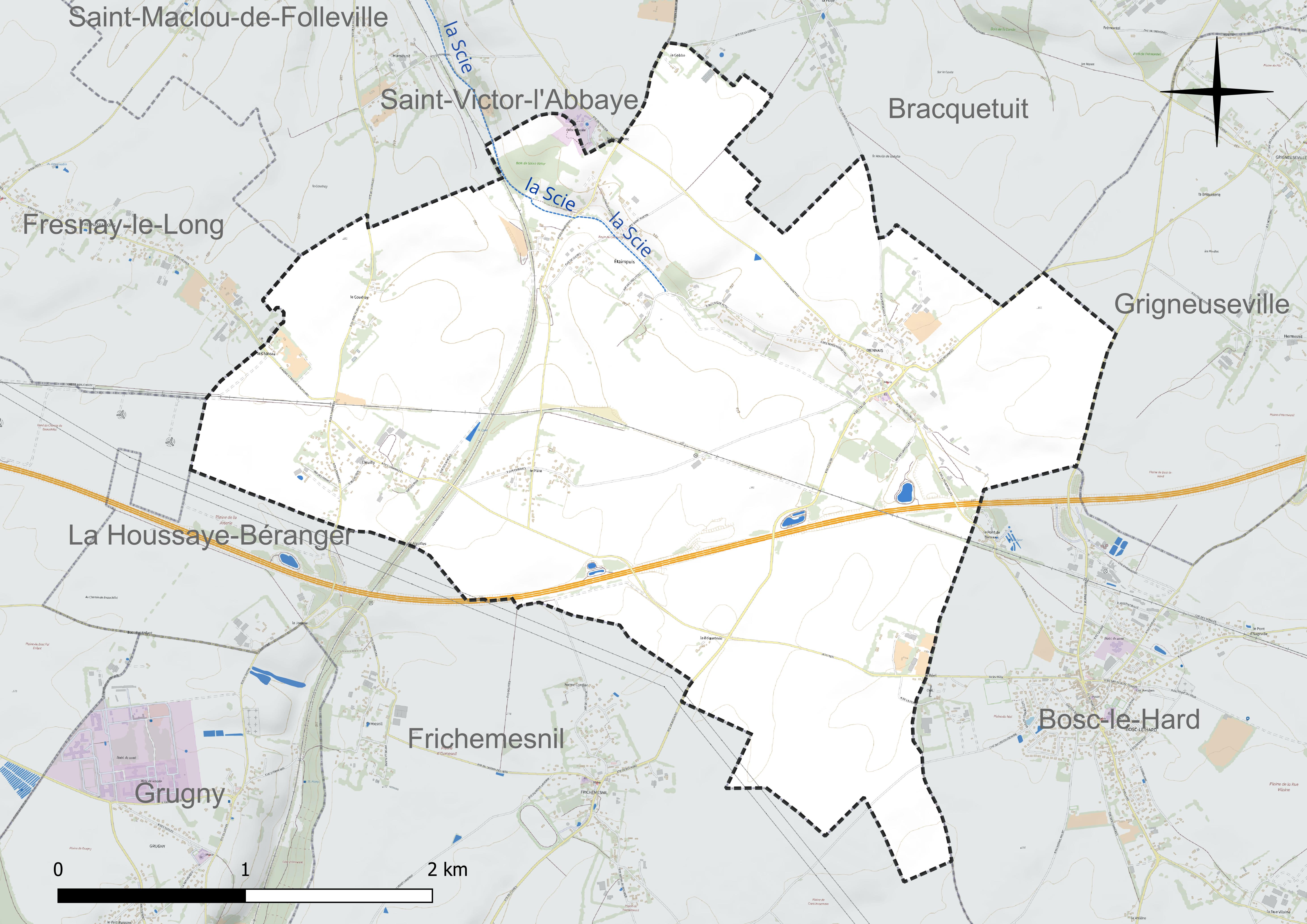
Réseau hydrographique d'Étaimpuis.

### Climat
Pour des articles plus généraux, voir Climat de la Normandie et Climat de la Seine-Maritime.
En 2010, le climat de la commune est de type climat océanique altéré, selon une étude du CNRS s'appuyant sur une série de données couvrant la période 1971-2000. En 2020, Météo-France publie une typologie des climats de la France métropolitaine dans laquelle la commune est exposée à un climat océanique et est dans la région climatique Côtes de la Manche orientale, caractérisée par un faible ensoleillement (1 550 h/an) ; forte humidité de l’air (plus de 20 h/jour avec humidité relative > 80 % en hiver), vents forts fréquents. Parallèlement le GIEC normand, un groupe régional d’experts sur le climat, différencie quant à lui, dans une étude de 2020, trois grands types de climats pour la région Normandie, nuancés à une échelle plus fine par les facteurs géographiques locaux. La commune est, selon ce zonage, exposée à un « climat maritime », correspondant au Pays de Caux, frais, humide et pluvieux, légèrement plus frais que dans le Cotentin.
Pour la période 1971-2000, la température annuelle moyenne est de 10,2 °C, avec une amplitude thermique annuelle de 14 °C. Le cumul annuel moyen de précipitations est de 915 mm, avec 13,5 jours de précipitations en janvier et 8,8 jours en juillet. Pour la période 1991-2020, la température moyenne annuelle observée sur la station météorologique la plus proche, située sur la commune de Rouen à 23 km à vol d'oiseau, est de 12,6 °C et le cumul annuel moyen de précipitations est de 817,9 mm,. Pour l'avenir, les paramètres climatiques de la commune estimés pour 2050 selon différents scénarios d’émission de gaz à effet de serre sont consultables sur un site dédié publié par Météo-France en novembre 2022.

### Paysages
Étaimpuis est entourée de parcelles cultivées (céréales, colza, etc.).

## Urbanisme

### Typologie
Au 1er janvier 2024, Étaimpuis est catégorisée commune rurale à habitat dispersé, selon la nouvelle grille communale de densité à sept niveaux définie par l'Insee en 2022.
Elle est située hors unité urbaine. Par ailleurs la commune fait partie de l'aire d'attraction de Rouen, dont elle est une commune de la couronne,. Cette aire, qui regroupe 317 communes, est catégorisée dans les aires de 200 000 à moins de 700 000 habitants,.

### Occupation des sols

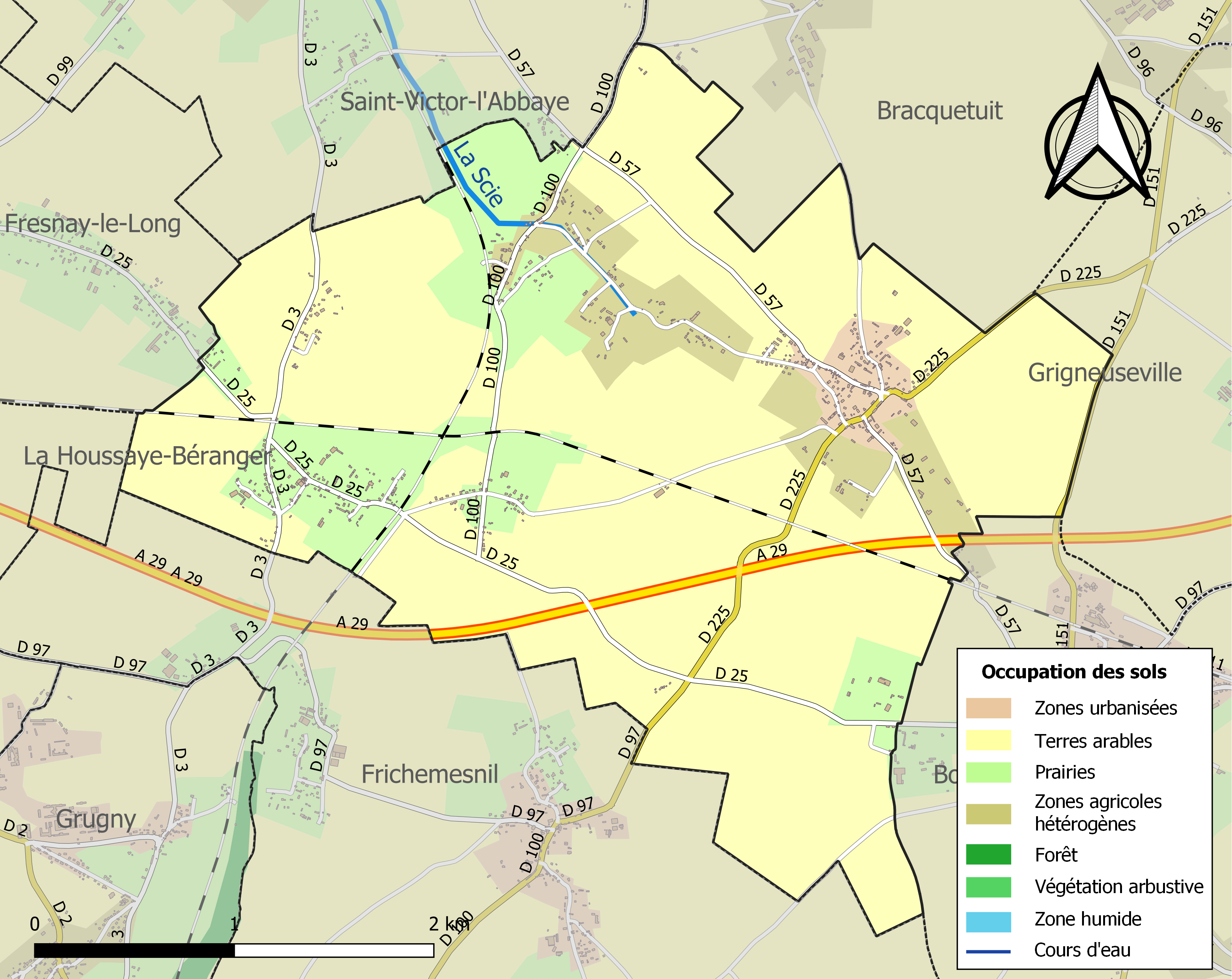
Carte des infrastructures et de l'occupation des sols de la commune en 2018 (CLC).

L'occupation des sols de la commune, telle qu'elle ressort de la base de données européenne d’occupation biophysique des sols Corine Land Cover (CLC), est marquée par l'importance des territoires agricoles (97,6 % en 2018), une proportion identique à celle de 1990 (97,6 %). 
La répartition détaillée en 2018 est la suivante : terres arables (74,9 %), prairies (14,6 %), zones agricoles hétérogènes (8 %), zones urbanisées (2,4 %). 
L'évolution de l’occupation des sols de la commune et de ses infrastructures peut être observée sur les différentes représentations cartographiques du territoire : la carte de Cassini (XVIIIe siècle), la carte d'état-major (1820-1866) et les cartes ou photos aériennes de l'IGN pour la période actuelle (1950 à aujourd'hui).

### Hameaux et écarts
- Étaimpuis (2016 : 64 habitations)
  - rue du Chasse-Fêtu (19 habitations)
  - rue des Primevères (13 habitations)
  - impasse des Violettes (5 habitations)
  - chemin de Clères (13 habitations)
  - rampe Saint-Martin (2 habitations)
  - impasse des Jonquilles (2 habitations)
  - chemin du Chasse-Marée (5 habitations)
  - chemin de la Chapelle (3 habitations)
  - impasse des Pâquerettes (3 habitations)
- Biennais (2016 : 98 habitations)
  - rue de l'Église (6 habitations)
  - rue des Mésanges (7 habitations)
  - rue des Fauvettes (15 habitations)
  - rue des Bergeronnettes (22 habitations)
  - chemin des Colombes (2 habitations)
  - rue des Rossignols (19 habitations)
  - rue des Tourterelles (4 habitations)
  - impasse des Sarcelles (2 habitations)
  - résidence du Clos Normand (10 maisons)
  - résidence des Alouettes (11 habitations)
- Lœuilly (2016 : 61 habitations)
  - rue des Pommiers (24 habitations)
  - rue des Charmilles (18 habitations)
  - rue des Hêtres (4 habitations)
  - impasse des Merisiers (2 habitations)
  - impasse des Frênes (4 habitations)
  - rue des Acacias (6 habitations)
  - impasse des Pins (3 maisons)
- le Pière (2016 : 35 habitations)
  - chemin des Fées (15 habitations)
  - rue des Charmes (20 habitations)
- le Coudray (2016 : 18 habitations)
  - rue du Parc-Floral (9 habitations)
  - impasse des Coudriers (5 habitations)
  - rue André-et-Berthe-Noufflard (4 habitations)
- le Réel (2016 : 6 habitations)
  - rue du Réel (5 habitations)
  - rue de la Ferme (1 habitation)
- la Gobe (2016 : 3 habitations)
  - rue des Fourches (2 habitations)
  - rue de la Folie (1 habitation)
- le Menu Bosc (2016 : 2 habitations)
- la Briqueterie (2016 : 2 habitations)

Au total, l'estimation du nombre de logements en 2016 est de 289 habitations.

### Habitat et logement
En 2021, le nombre total de logements dans la commune était de 355, alors qu'il était de 309 en 2016 et de 268 en 2011. 
Parmi ces logements, 94,7 % étaient des résidences principales, 1,6 % des résidences secondaires et 3,8 % des logements vacants. Ces logements étaient pour 98 % d'entre eux des maisons individuelles et pour 2 % des appartements. 
Le tableau ci-dessous présente la typologie des logements à Étaimpuis en 2021 en comparaison avec celle de la Seine-Maritime et de la France entière. Une caractéristique marquante du parc de logements est ainsi la faible proportion des résidences secondaires et logements occasionnels (1,6 %) par rapport au département (4,1 %) et à la France entière (9,7 %). 
| Typologie                                               | Étaimpuis | Seine-Maritime | France entière |
| ------------------------------------------------------- | --------- | -------------- | -------------- |
| Résidences principales (en %)                           | 94,7      | 88             | 82,2           |
| Résidences secondaires et logements occasionnels (en %) | 1,6       | 4,1            | 9,7            |
| Logements vacants (en %)                                | 3,8       | 7,9            | 8,1            |

## Toponymie
La commune est formée par la fusion en 1824 des trois anciennes communes de Biennais, d’Étaimpuis et de Lœuilly (ou Leuilly).
- Biennais est attesté sous la forme Bienais en 1084. Sa signification est obscure[15].

- Étaimpuis est mentionné sous la forme Estanpuiz en 1137. Selon François de Beaurepaire[15], il s'agit d'un composé germano-roman signifiant « le puits en pierre », le premier élément Étaim- étant issu du germanique stein « pierre » cf. Estaimpuis en Belgique, Steenput en flamand. En réalité, c'est plus précisément une combinaison d'éléments vieux bas franciques, le second d'entre eux -puis procédant directement du vieux bas francique *putti « puits »[16] (cf. vieux saxon putti, moyen néerlandais putte > néerlandais put, vieux haut allemand p(f)uzza, même sens> allemand Pfütze, anglais pit), avec une désinence -s romane. Le germanique commun *putti, *puttja passe pour un emprunt au latin puteus « puits. »

- Leuilly est attesté sous la forme Lulleium en 1137 et Lulliacum au XIIe siècle. Il s'agit manifestement d'un toponyme gallo-roman suffixé en -acum « lieu de, propriété de »[15]. Il doit remonter exactement à un *LULLIACU, formation basée sur l'anthroponyme Lullius.

## Histoire

### Moyen Âge
L'église d'Étaimpuis fut donnée en 1055 par Hugues de Mortemer, ancêtre de la famille Mortimer à l'abbaye de Saint-Victor ; celle de Biennais à l'abbaye Saint-Ouen de Rouen en 1084.

### Époque contemporaine
La commune d'Étaimpuis, instituée par la Révolution française, absorbe en 1824 celles de Biennais et de Lœuilly, qui en sont devenues des hameaux
Durant la Seconde Guerre mondiale, le village a subi des bombardements en juillet 1944.

## Politique et administration

### Rattachements administratifs et électoraux

#### Rattachements administratifs
La commune se trouve dans l'arrondissement de Dieppe du département de la Seine-Maritime.  
Elle faisait partie depuis 1801 du canton de Tôtes. Dans le cadre du redécoupage cantonal de 2014 en France, cette circonscription administrative territoriale a disparu, et le canton n'est plus qu'une circonscription électorale.

#### Rattachements électoraux
Pour les élections départementales, la commune fait partie depuis 2014 du canton de Luneray.
Pour l'élection des députés, elle fait partie de la dixième circonscription de la Seine-Maritime.

### Intercommunalité
Étaimpuis était membre de la communauté de communes des Trois Rivières (Seine-Maritime), un établissement public de coopération intercommunale (EPCI) à fiscalité propre créé en 2002 et auquel la commune avait transféré un certain nombre de ses compétences, dans les conditions déterminées par le code général des collectivités territoriales.
Dans le cadre des dispositions de la loi portant nouvelle organisation territoriale de la République du 7 août 2015, qui prévoit que les établissements publics de coopération intercommunale (EPCI) à fiscalité propre doivent avoir un minimum de 15 000 habitants, cette intercommunalité a fusionné avec ses voisines pour former, le 1er janvier 2017, la communauté de communes Terroir de Caux, dont est désormais membre la commune.

### Liste des maires
| Période                                  | Période                       | Identité             | Étiquette | Qualité                                                  |
| ---------------------------------------- | ----------------------------- | -------------------- | --------- | -------------------------------------------------------- |
| Les données manquantes sont à compléter. |                               |                      |           |                                                          |
|                                          |                               |                      |           |                                                          |
| 1835                                     |                               | Jean Baptiste Queval |           |                                                          |
|                                          |                               |                      |           |                                                          |
| 1860                                     |                               | Louis François Duval |           |                                                          |
|                                          |                               |                      |           |                                                          |
| 1886                                     |                               | Jules Saunier        |           |                                                          |
|                                          |                               |                      |           |                                                          |
| 1924                                     |                               | Joseph Donat Martin  |           |                                                          |
|                                          |                               |                      |           |                                                          |
|                                          | 1976                          | Marcel Bellet        |           |                                                          |
| 1976                                     | 1988                          | André Denis          |           |                                                          |
| 1988                                     | 2014,                         | Hubert Daumalle      |           | Conseiller municipal de Beaumont-le-Hareng (1977 → 1983) |
| 2014                                     | mai 2020                      | Michel Pilon         |           | Retraité de La Poste                                     |
| juillet 2020,                            | En cours (au 31 octobre 2024) | Jean-Claude Lebret   |           | Ancienne profession intermédiaire                        |

## Équipements et services publics

### Enseignement
Les enfants de la commune sont scolarisés avec ceux de Bracquetuit et de Grigneuseville dans le cadre d'un regroupement pédagogique intercommunal. L'école d’Étaimpuis accueille les enfants de maternelle.

### Équipements culturels
Une bibliothèque, membre du réseaudes bibliothèques de l'intercommunalité, est implantée dans la commune, rue de l’Église.

## Population et société

### Démographie
L'évolution du nombre d'habitants est connue à travers les recensements de la population effectués dans la commune depuis 1793. Pour les communes de moins de 10 000 habitants, une enquête de recensement portant sur toute la population est réalisée tous les cinq ans, les populations de référence des années intermédiaires étant quant à elles estimées par interpolation ou extrapolation. Pour la commune, le premier recensement exhaustif entrant dans le cadre du nouveau dispositif a été réalisé en 2006.

En 2022, la commune comptait 861 habitants, en évolution de +9,82 % par rapport à 2016 (Seine-Maritime : +0,35 %, France hors Mayotte : +2,11 %).
| 1793 | 1800 | 1806 | 1821 | 1831 | 1836 | 1841 | 1846 | 1851 |
| ---- | ---- | ---- | ---- | ---- | ---- | ---- | ---- | ---- |
| 323  | 229  | 229  | 236  | 617  | 642  | 607  | 573  | 594  |

| 1856 | 1861 | 1866 | 1872 | 1876 | 1881 | 1886 | 1891 | 1896 |
| ---- | ---- | ---- | ---- | ---- | ---- | ---- | ---- | ---- |
| 550  | 552  | 553  | 436  | 516  | 450  | 431  | 433  | 384  |

| 1901 | 1906 | 1911 | 1921 | 1926 | 1931 | 1936 | 1946 | 1954 |
| ---- | ---- | ---- | ---- | ---- | ---- | ---- | ---- | ---- |
| 442  | 433  | 388  | 399  | 406  | 400  | 403  | 391  | 436  |

| 1962 | 1968 | 1975 | 1982 | 1990 | 1999 | 2006 | 2011 | 2016 |
| ---- | ---- | ---- | ---- | ---- | ---- | ---- | ---- | ---- |
| 400  | 388  | 405  | 508  | 550  | 523  | 605  | 725  | 784  |

| 2021 | 2022 | - | - | - | - | - | - | - |
| ---- | ---- | - | - | - | - | - | - | - |
| 850  | 861  | - | - | - | - | - | - | - |

## Culture locale et patrimoine

### Lieux et monuments
- Église Saint-Martin d'Étaimpuis (1763).
- Église Saint-Martin de Biennais (1956).
- Parc floral du clos du Coudray (a reçu le label « jardin remarquable ») (fermé depuis 2011).
- Nombreux anciens vestiges allemands (blockhaus), à Biennais.

### Personnalités liées à la commune
- Berthe et André Noufflard, artistes-peintres, possédaient un petit château à Leuilly. Cette propriété est toujours occupée par la famille Noufflard.

### Anecdotes
Lors de la tempête de décembre 1999, la commune d'Étaimpuis a été sévèrement touchée. La rue du Chasse-Fêtu s'est retrouvée sous 1,30 m d'eau, tandis que des torrents de boue de soixante centimètres de haut dévalaient la rue des Primevères.
Du fait de la configuration du bourg (maisons en hauteur), les dégâts ont été faibles.

## Pour approfondir